# 泉屋 (仏壇店)

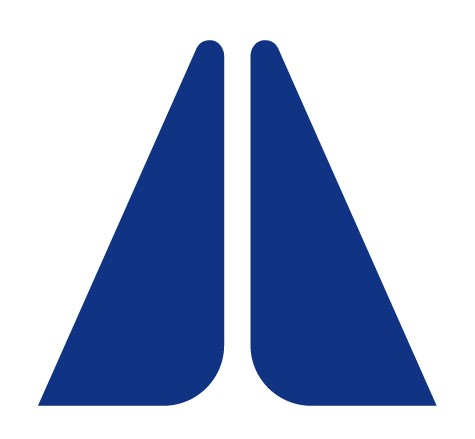
家族葬・仏壇・霊園の泉屋株式会社のシンボルマーク

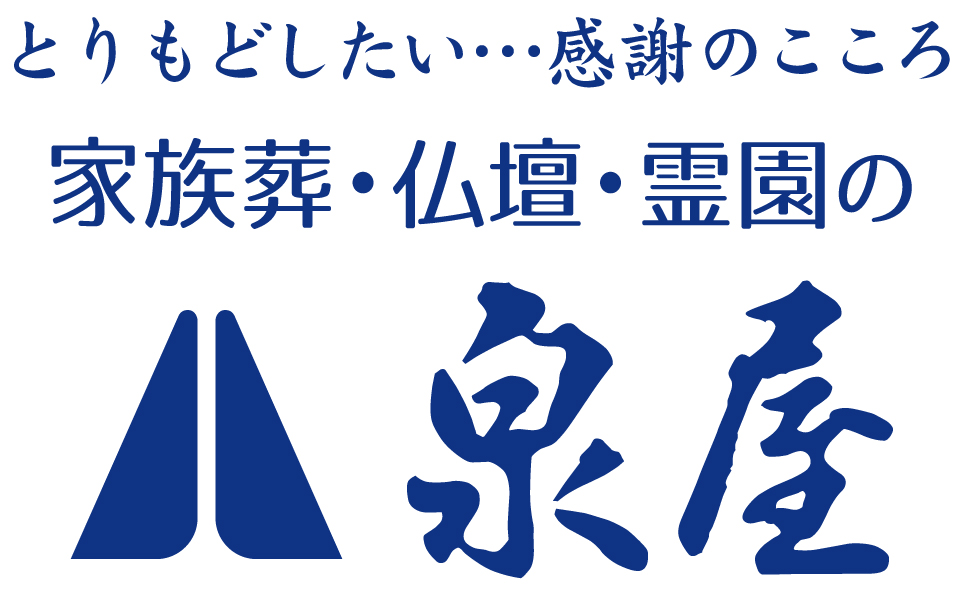
家族葬・仏壇・霊園の泉屋株式会社のロゴマーク

泉屋株式会社（いずみや）は、大阪府大阪市中央区に本社を置く、家族葬・葬儀・葬祭・仏壇仏具・霊園開発、墓石販売、寺院仏具などの事業を行う企業である。大阪府・奈良県・京都府に、仏壇仏具店を13店舗、火葬式から家族葬、団体葬にまで対応できる泉屋メモリアルホールを13会館、自社で墓石の建立作業を行う３つの霊園、サービス付き高齢者向け住宅を展開している。奈良県では2007年から市民生活協同組合ならコープと提携を開始し、大阪府では2014年から大阪いずみ市民生活協同組合、2018年から生活協同組合おおさかパルコープとそれぞれ提携し、組合員特典での葬儀・仏壇仏具・墓石の提供を行っている。
全国優良仏壇専門店会、全日本宗教用具協同組合、仏壇公正取引協議会（理事）に加盟。

## 業種
サービス業・小売業・葬祭業 

## CM
1989年にはイメージキャラクターに上沼恵美子を起用し、テレビCMを放送していた。当時のキャッチコピー「とりもどしたい…感謝のこころ」は、現在も会社ロゴ等などで継続して使われている。